# Chthonische Tiere
Dieser Artikel wurde in der Qualitätssicherung Religion eingetragen. Hilf mit, die inhaltlichen Mängel dieses Artikels zu beseitigen, und beteilige dich an der Diskussion.
Als chthonische Tiere (von altgriechisch chtonios ‚der Erde zugehörig‘) werden Tiere bezeichnet, die in Mythologie, Volksglauben oder Wahrsagerei mit der Unterwelt in Zusammenhang gebracht werden, beispielsweise Schlangen, Kröten und Skorpione.
In der afrikanischen Bwiti-Religion gelten auch Krokodile, Flusspferde und Eidechsen als Tiere der Unterwelt.
Im Volksglauben sind diese Tiere Boten der Unterwelt, in der griechischen Mythologie teilweise den chthonischen Göttern als hilfreiche Wesen untergeordnet und mitunter mit einem Kult verbunden, in dem die Erde als personifizierte Urmutter verehrt wird (Chthonismus). Ansonsten sind sie irdische Repräsentanten des Teufels oder seiner Helfer. Ihnen wird unter anderem nachgesagt, sie trügen die Seelen von Kindern fort oder verdürben die Ernte. Die meisten westeuropäischen Mythen über chthonische Tiere dürften ihren Ursprung in keltischen Sagen haben. In vielen afrikanischen Kosmogonien erfolgt der Zugang zu ihrer Welt durch einen Termitenhügel oder einen reißenden unterirdischen Bach.
Auch die Vorstellung von hundsköpfigen Menschen (altgriechisch Kynokephale) scheint auf der ganzen Welt verbreitet zu sein. Einige Wissenschaftler vermuten ihren Ursprung bereits in frühen Mythen, in denen sie als chthonische Dämonen auftauchen.